# Moon Patrol
Moon Patrol ("pattuglia lunare") è un videogioco di tipo sparatutto a scorrimento orizzontale, creato nel 1982 dalla giapponese Irem e prodotto su licenza in occidente da Williams Electronics.
Con Atari come editore, è stato riproposto anche per molte piattaforme casalinghe tra cui Commodore 64, Apple II, Atari 2600, Atari 5200, Atari 8-bit, MSX. Il gioco fu convertito non ufficialmente anche per Intellivision col nome di Space Patrol, mentre la versione ZX Spectrum venne realizzata ma mai pubblicata.
Fu il primo videogioco a sfruttare il fenomeno della parallasse per simulare l'effetto di un'immagine tridimensionale in movimento: mentre il terreno e gli oggetti in primo piano scorrono via velocemente, sullo sfondo appaiono colline rocciose soggette a scorrimento lento, e dietro di esse una catena montuosa che scorre ancora più lenta; in alcuni livelli al posto delle colline si vedono invece scorrere gli edifici di una città dall'aspetto futuristico.

## Modalità di gioco

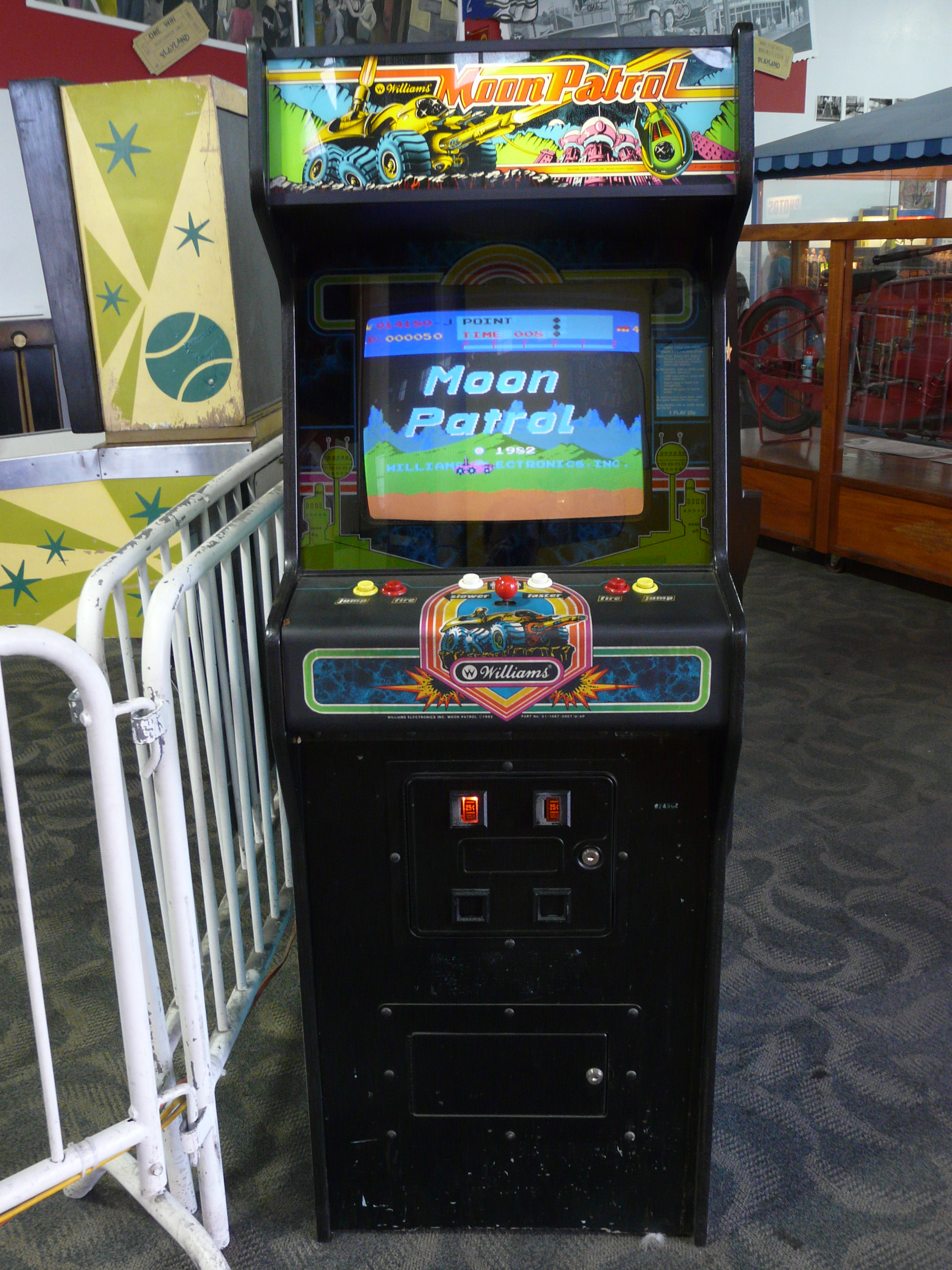
Un cabinato della Williams

Il giocatore controlla una specie di veicolo lunare a tre assi, visto di profilo, che si muove su un paesaggio accidentato simile appunto a quello lunare. È simulato anche l'effetto delle sospensioni indipendenti dei tre assi e le ruote oscillano su e giù assecondando le asperità del terreno.
Il veicolo si muove costantemente verso destra, ma può accelerare o rallentare, cambiando la velocità di scorrimento dello schermo e anche spostandosi di poco orizzontalmente rispetto allo schermo. Se non si accelera tende a rallentare spontaneamente, ma sempre mantenendo una velocità minima. Può effettuare salti di lunghezza proporzionale alla velocità e sparare: è dotato di due cannoni, uno puntato in avanti e uno puntato verso l'alto, e alla pressione del pulsante di fuoco sparano entrambi. Le munizioni sono illimitate, ma il cannone anteriore ha gittata limitata e frequenza massima di fuoco più bassa.
Il giocatore deve vedersela sia con ostacoli naturali, sia con veicoli nemici. I primi pericoli che si incontrano sono:
- Buche, che possono essere evitate solo saltando
- Rocce, che possono essere saltate o distrutte a colpi di cannone
- Piccole astronavi di vario tipo, che volteggiano sganciando bombe. Sia le astronavi sia le bombe possono essere colpite al volo con il cannone verticale

In seguito si incontrano ulteriori difficoltà: 
- Astronavi con bombe che scavano nuove buche nel loro impatto col suolo. Sia le astronavi sia le bombe possono essere distrutte con il cannone verticale
- Mine, piccole ma indistruttibili e vicine tra loro, da saltare
- Carri armati, eliminabili al pari dei loro proiettili col cannone in avanti
- Massi rotolanti - di varie dimensioni - che possono essere saltati o distrutti col cannone in avanti
- Veicoli rasoterra, che arrivano alle spalle e vanno saltati, dopodiché è anche possibile distruggerli, col cannone in avanti
- Piante aliene, eliminabili col cannone in avanti solo quando si sporgono dai crateri in cui si trovano; il giocatore può comunque aggirarle tramite il pulsante del salto

Il percorso è suddiviso in tappe che vanno dalla A alla Z, ma di solito non c'è discontinuità nel gioco tra un tratto e l'altro, nel senso che la marcia del veicolo non viene interrotta: solo ogni 5 tappe c'è una brevissima pausa e si riceve un punteggio bonus proporzionato al tempo impiegato. Al completamento della Z, si riparte dalla A con un nuovo percorso e un veicolo riverniciato.